# Templo de Garni

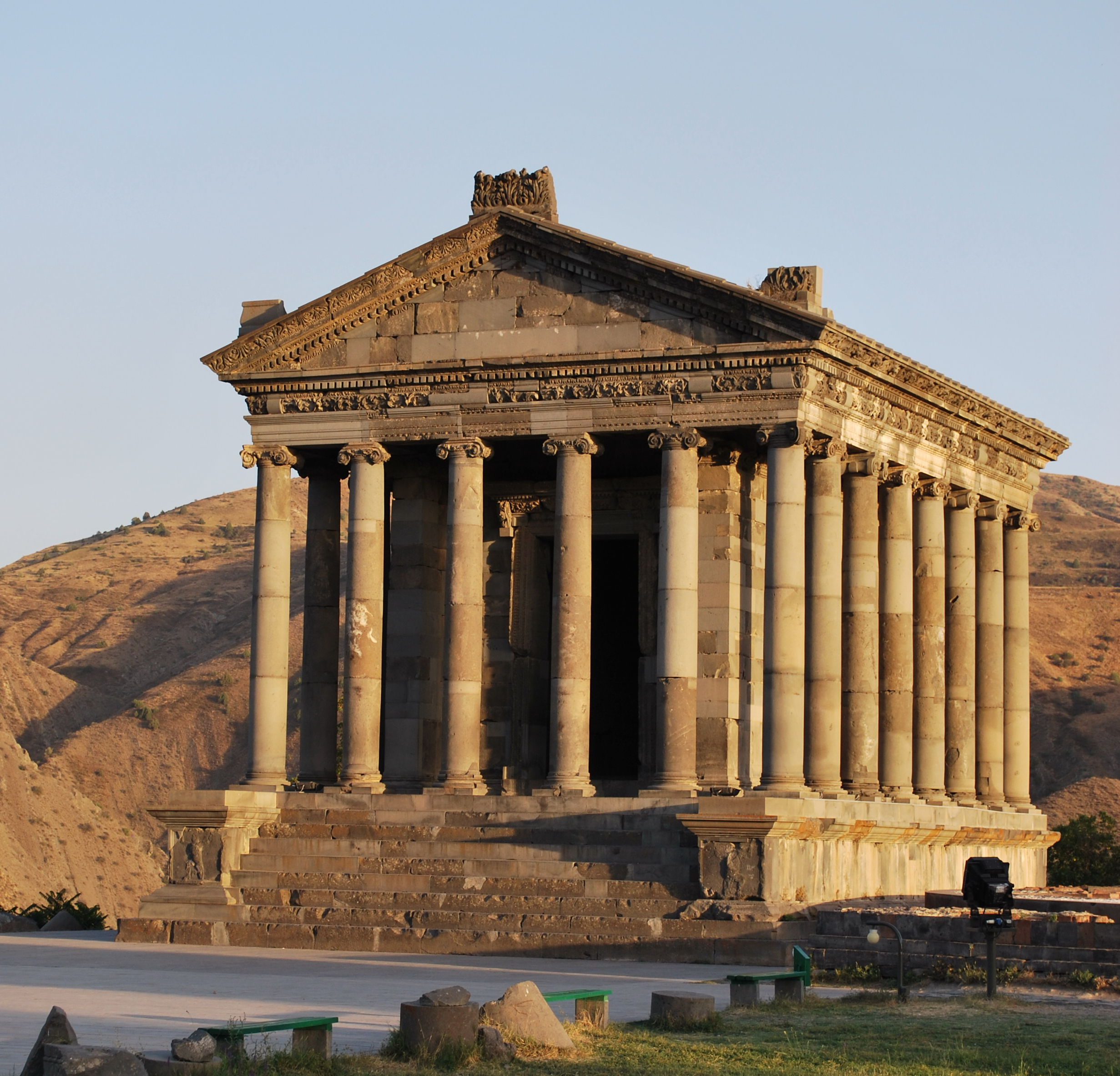
O templo de Garni, fotografado em 2013

O Templo de Garni (em armênio/arménio:  Գառնիի հեթանոսական տաճար, Gařnii het’anosakan tačar, lit. "templo pagão de Garni") é um templo clássico helênico localizado na cidade de Garni, na Armênia. Construído em algum período do século II ou I a.C., foi reconstruído na década de 1970. É o único templo de colunata greco-romano no atual território armênio.
É talvez o símbolo e estrutura mais conhecido da era pré-cristã da Armênia.
Foi provavelmente construído durante o reinado de Tirídates I no século I a.C. como templo ao deus sol Mir. Com a conversão da Armênia em uma nação cristã no começo do século IV, foi convertido para uma casa de verão de Cosroviducte, irmã do rei Tirídates III. De acordo com alguns acadêmicos, o local talvez nunca tenha sido um templo mas sim uma tumba que sobreviveu a uma onda de destruição de templos pagãos. Foi quase que totalmente destruído em um terremoto em 1679. Interesse no local no século XIX levou a sua reconstrução entre 1969 e 1975. Acabou se tornando uma das principais atrações turísticas da Armênia e um dos santuários centrais do neopaganismo armênio.

## Imagens

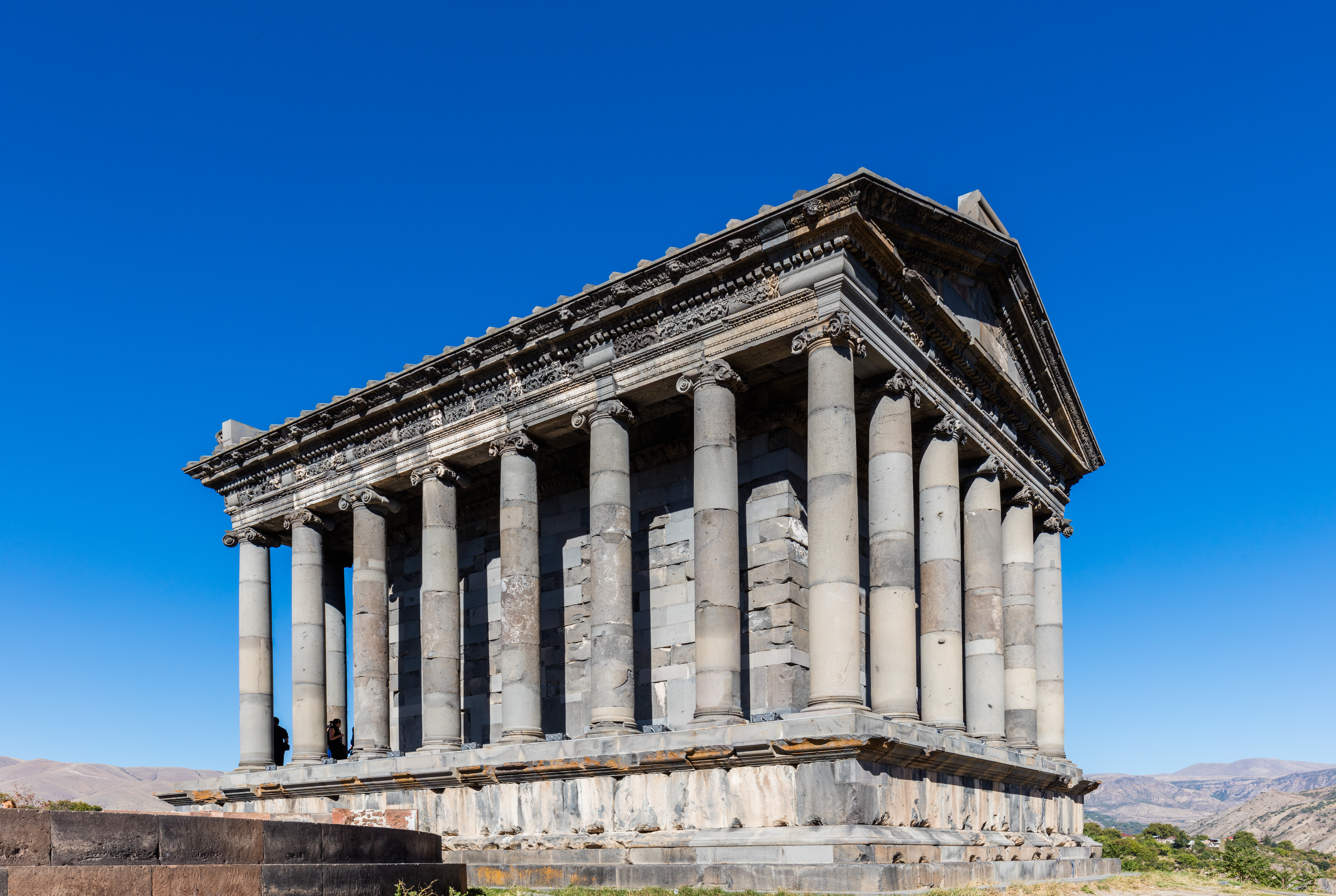
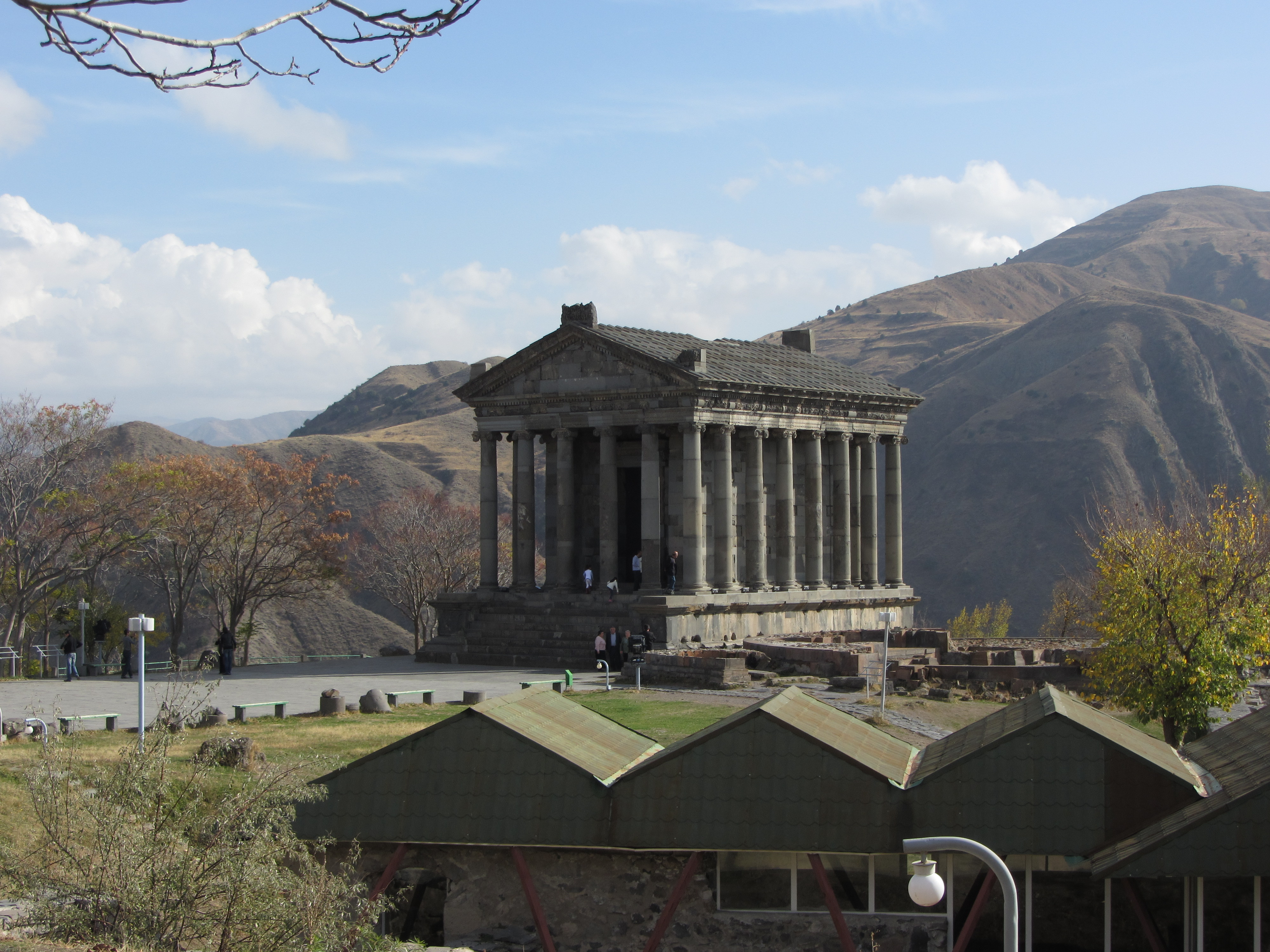
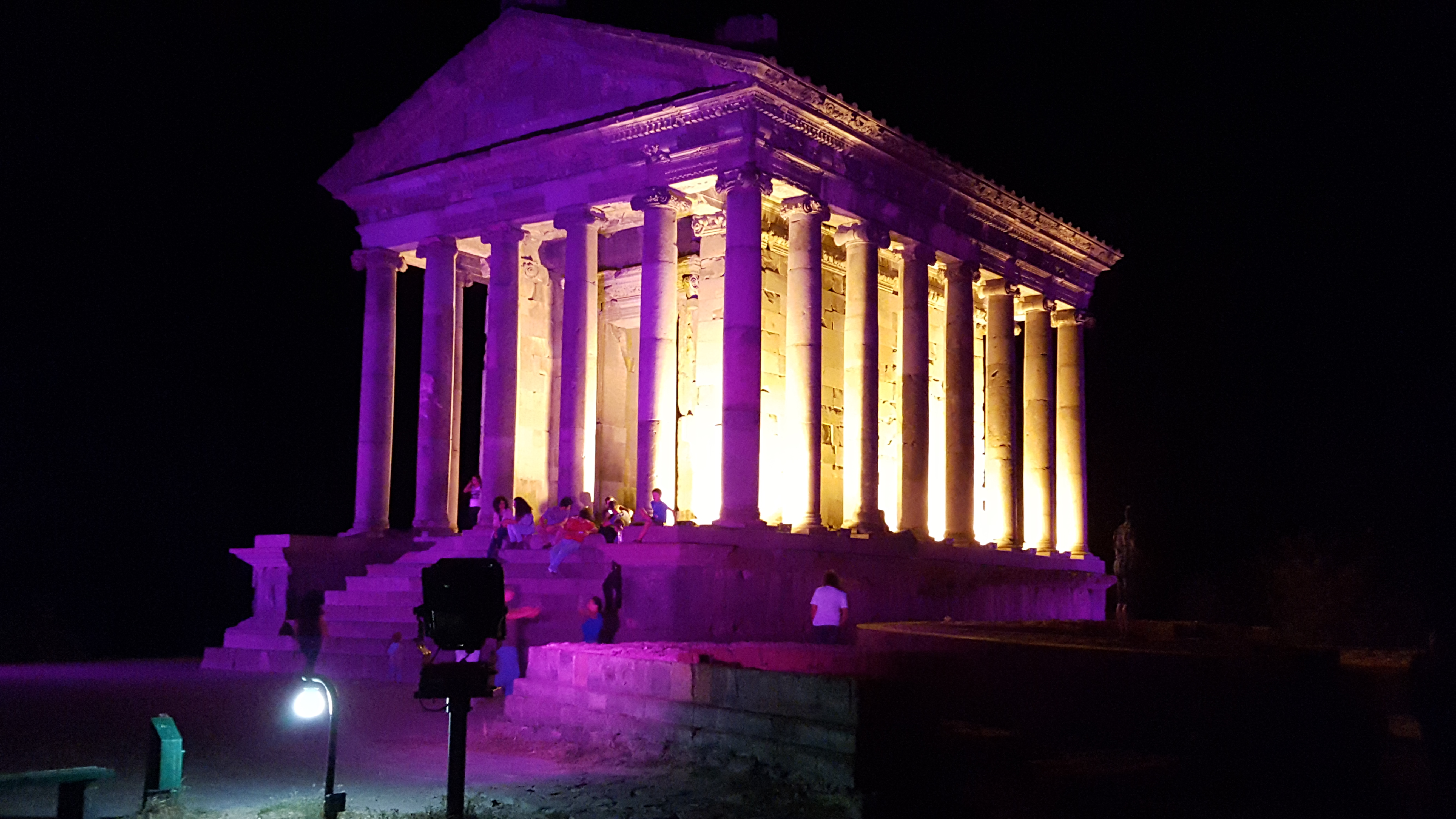
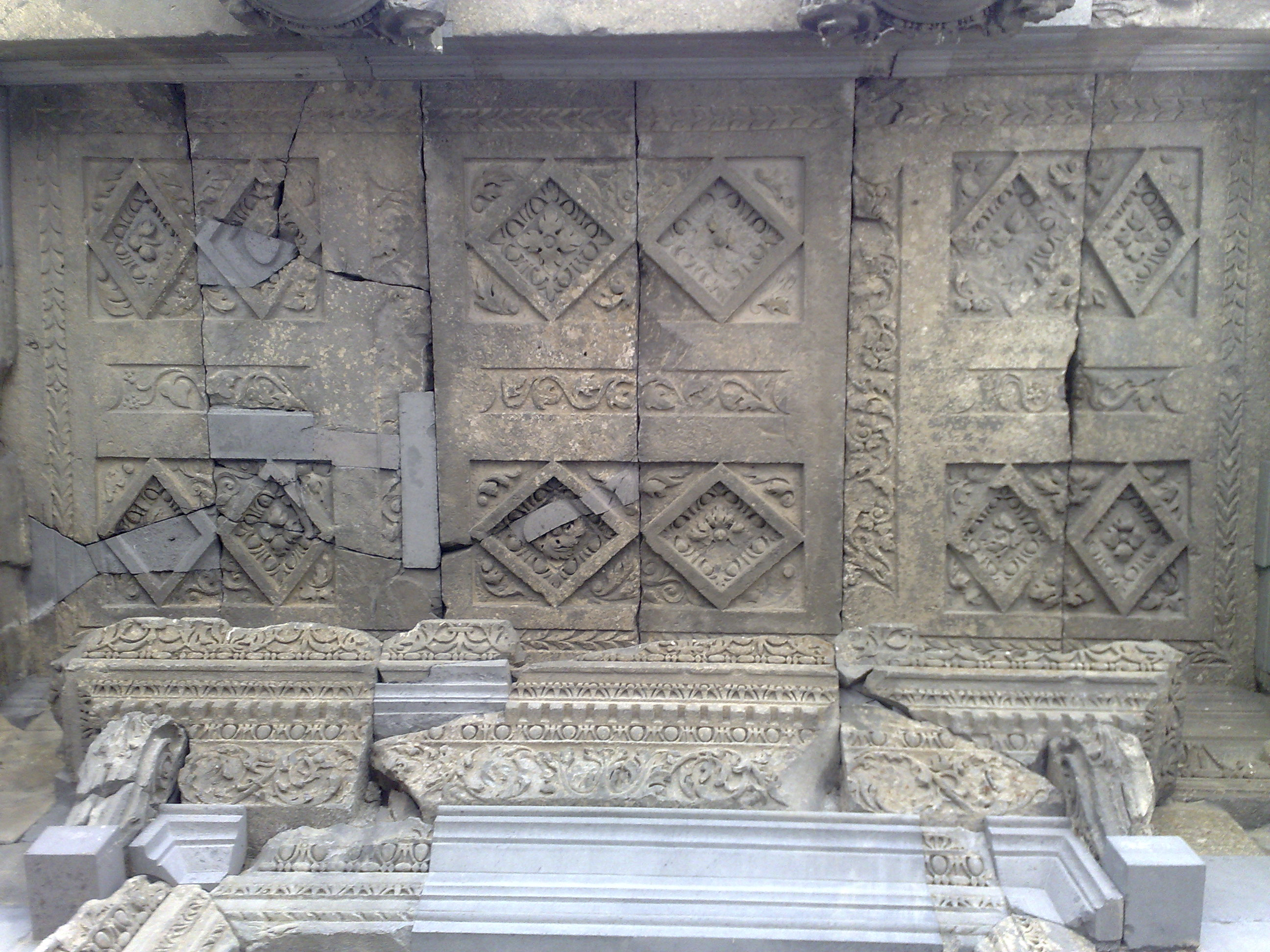
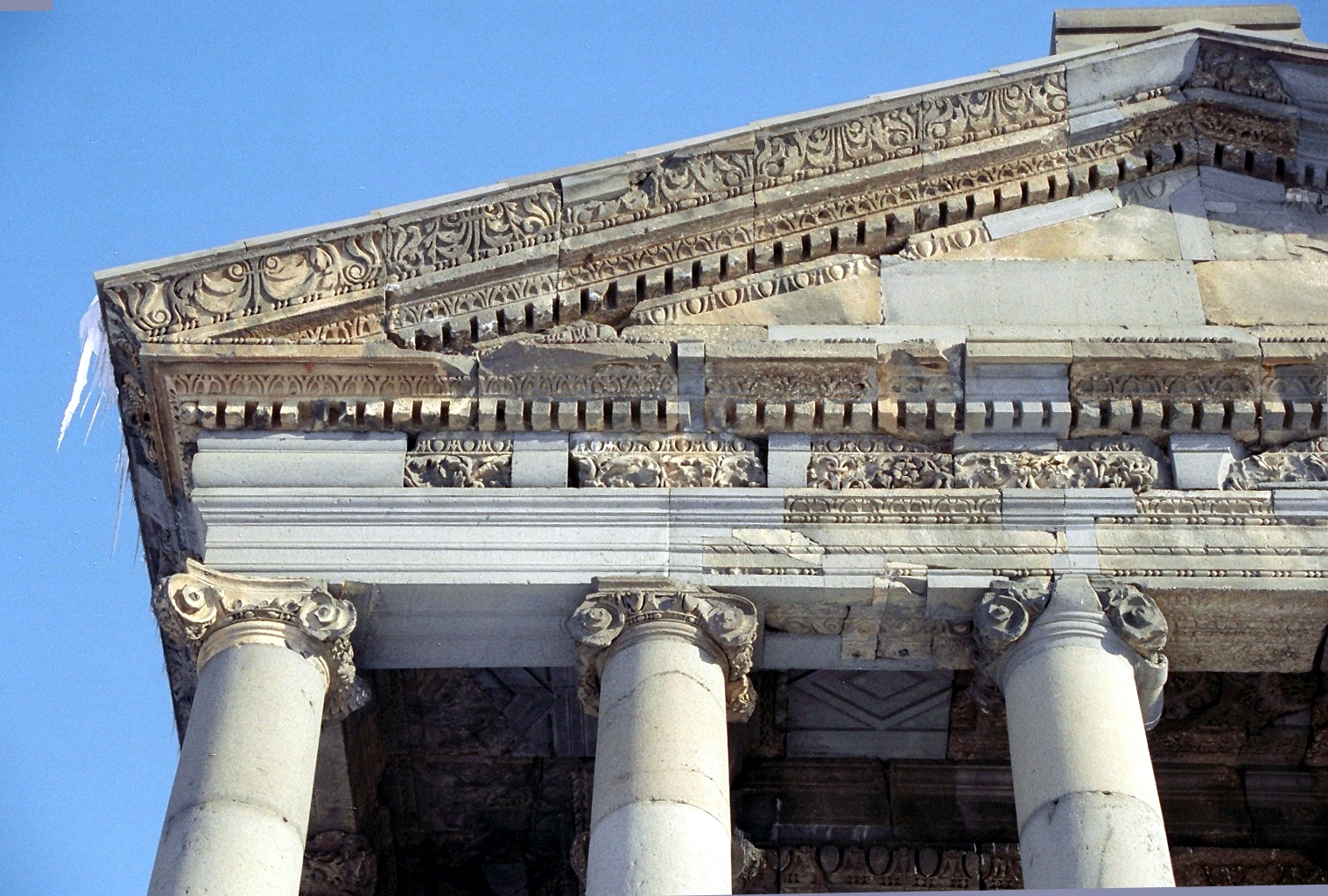
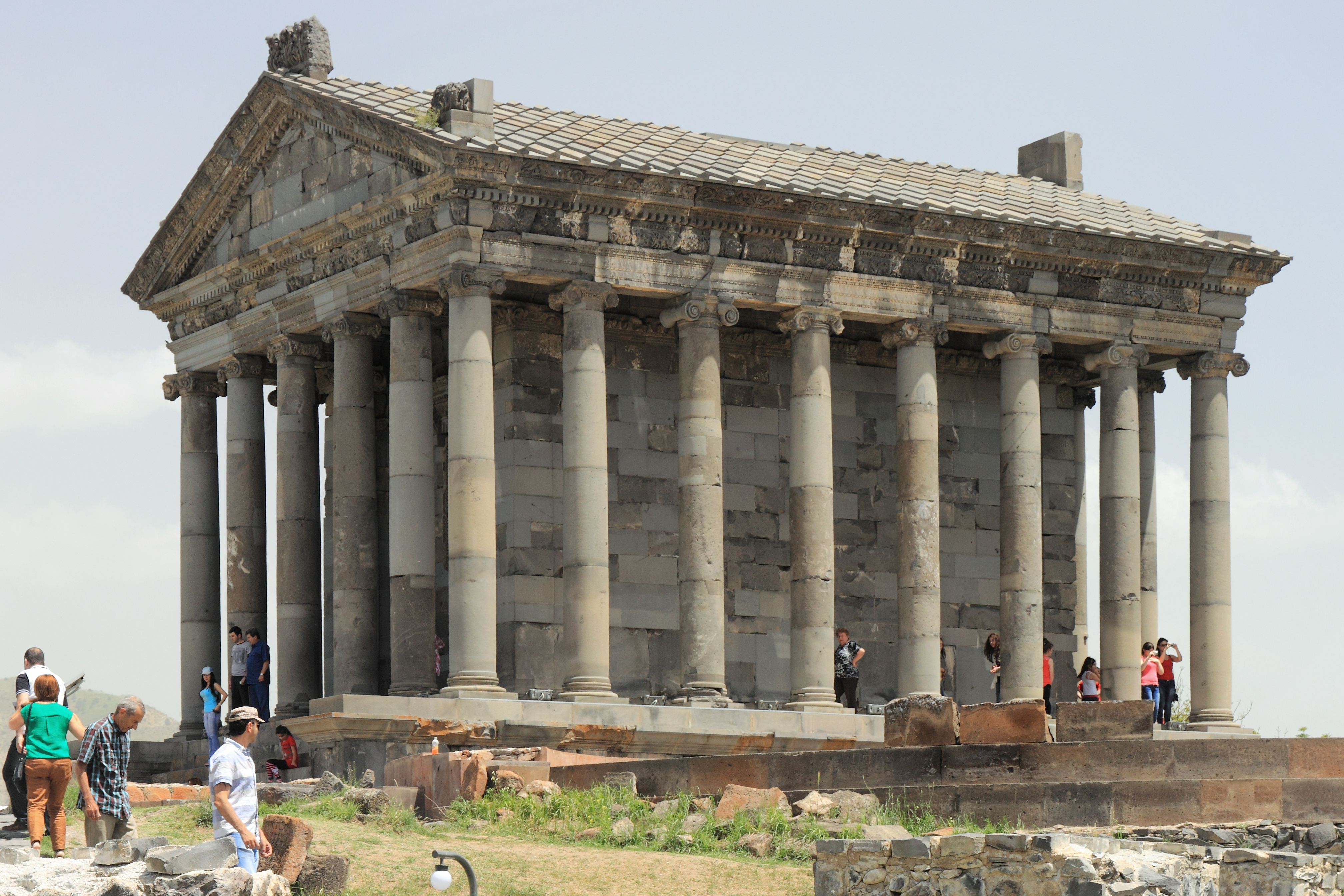
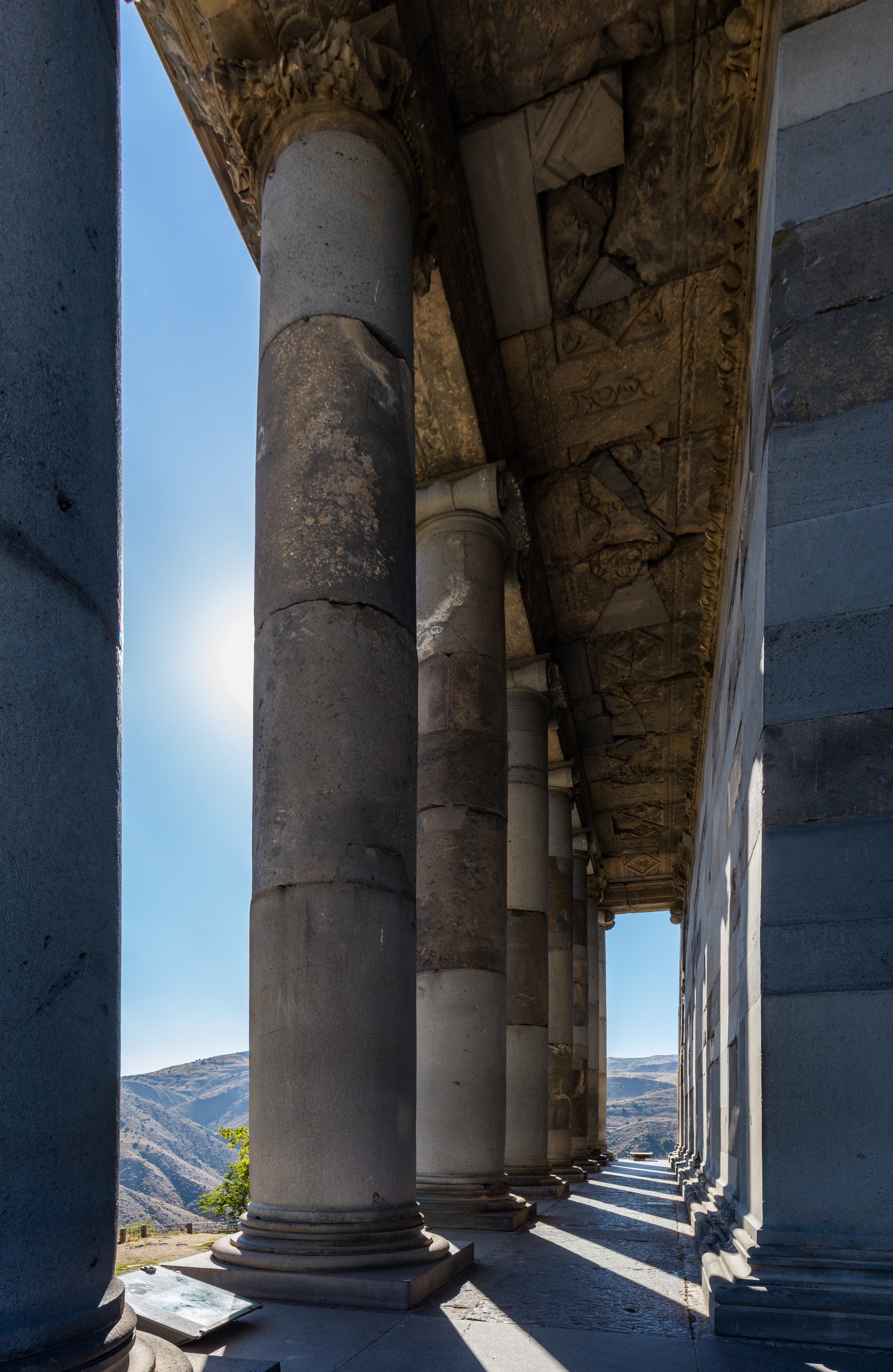
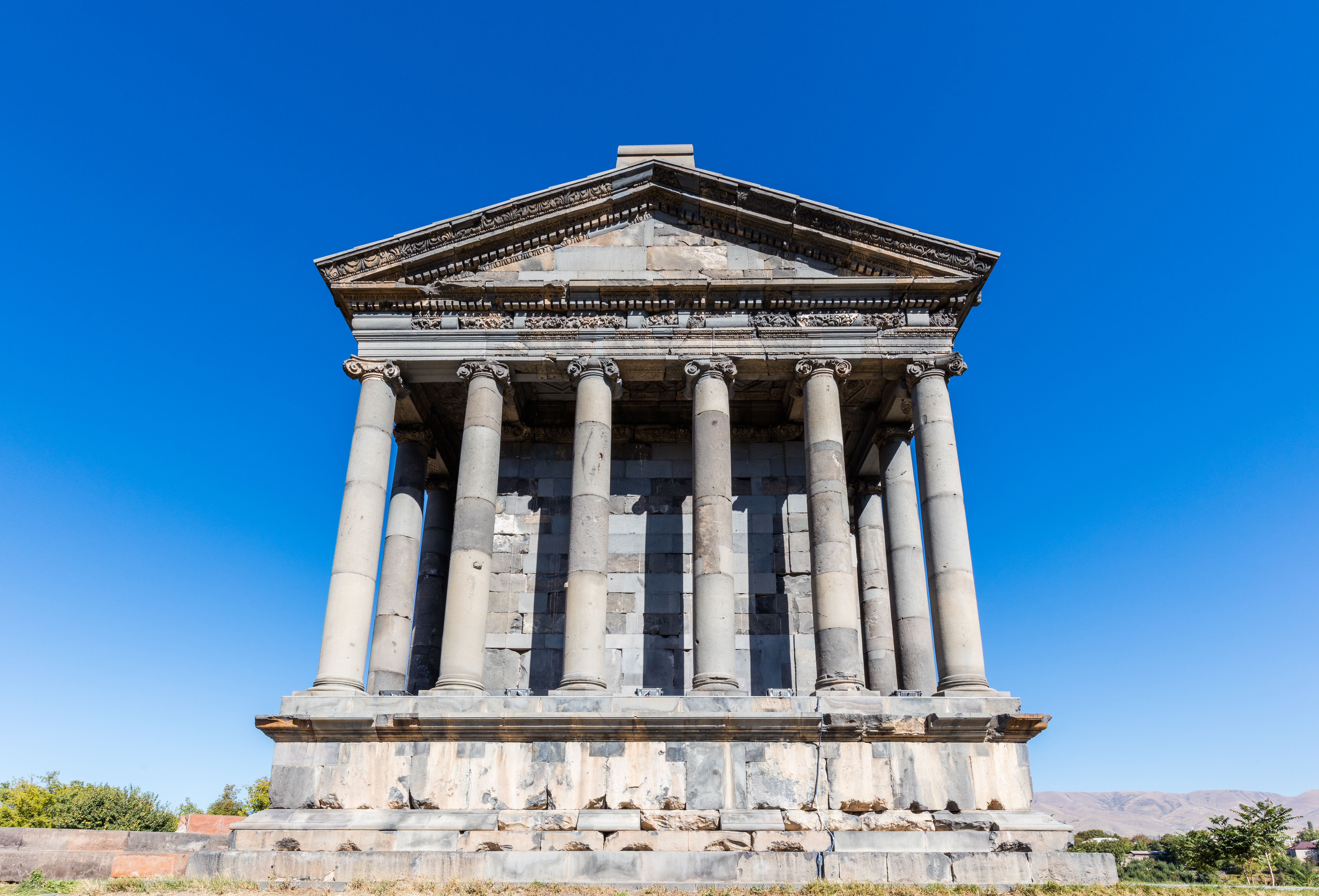

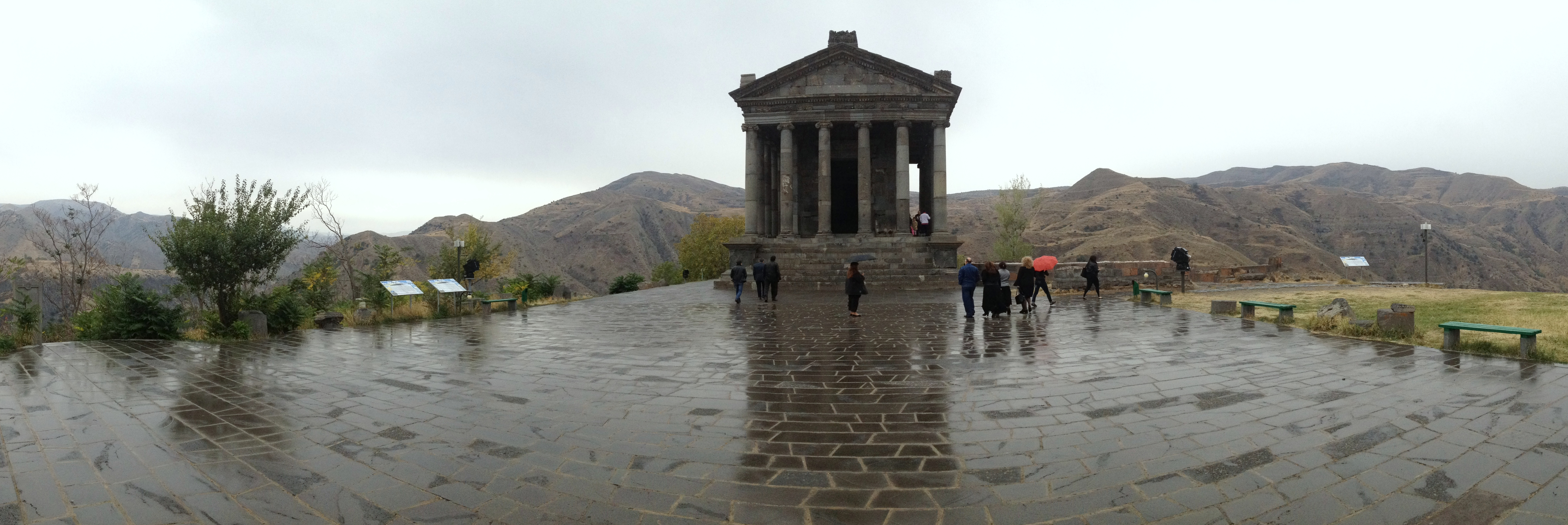

Vista panorâmica frontal do templo